# Molen de Hooiberg

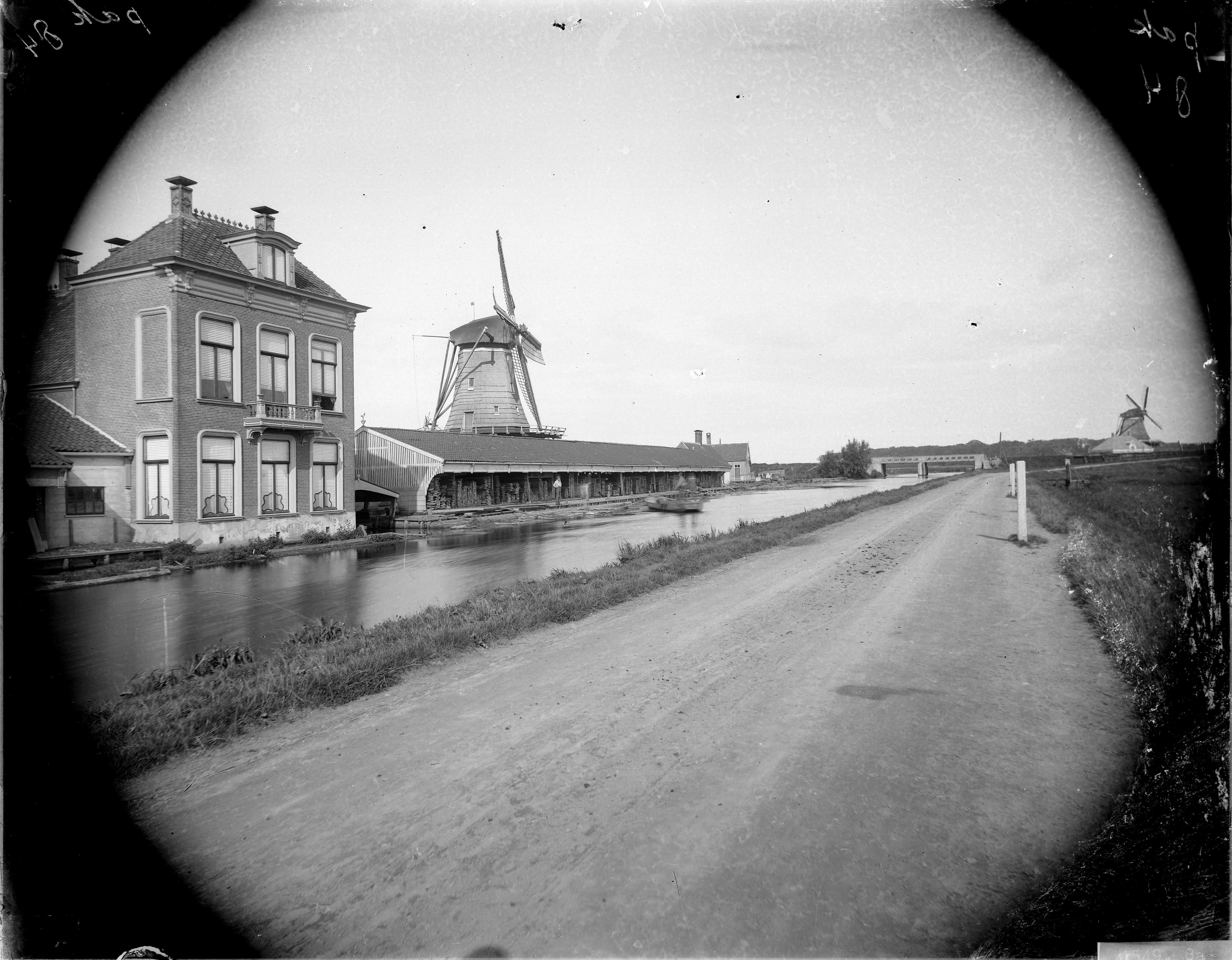
Molen de Hooiberg in Leiden

De Hooiberg was een molen in de stad Leiden, in de Nederlandse provincie Zuid-Holland. Hij stond aan de rand van de stad aan de Haarlemmertrekvaart. De molen werd gebouwd in 1754 en gesloopt in 1916.